# Laurens Paulussen
Laurens Paulussen (Turnhout, 19 luglio 1990) è un ex calciatore belga, di ruolo difensore.

## Carriera

### Club
Cresciuto nelle giovanili dello Waasland-Beveren, ha esordito il 19 agosto 2009 in un match vinto 2-0 contro il Mons.

## Statistiche

### Presenze e reti nei club
Statistiche aggiornate al 30 gennaio 2017.
| Stagione                | Squadra                 | Campionato              | Campionato | Campionato | Coppe nazionali | Coppe nazionali | Coppe nazionali | Coppe continentali | Coppe continentali | Coppe continentali | Altre coppe | Altre coppe | Altre coppe | Totale | Totale | Totale |
| Stagione                | Squadra                 | Comp                    | Pres       | Reti       | Comp            | Pres            | Reti            | Comp               | Pres               | Reti               | Comp        | Pres        | Reti        | Pres   | Reti   |        |
| ----------------------- | ----------------------- | ----------------------- | ---------- | ---------- | --------------- | --------------- | --------------- | ------------------ | ------------------ | ------------------ | ----------- | ----------- | ----------- | ------ | ------ | ------ |
| 2009-2010               | Waasland-Beveren        | D2                      | 26         | 2          | CB              | 0               | 0               |                    | -                  | -                  |             | -           | -           | 26     | 2      |        |
| 2010-2011               | Waasland-Beveren        | D2                      | 26         | 3          | CB              | 2               | 0               |                    | -                  | -                  |             | -           | -           | 28     | 3      |        |
| 2011-2012               | Waasland-Beveren        | D2                      | 33+6       | 2+0        | CB              | 2               | 0               |                    | -                  | -                  |             | -           | -           | 41     | 2      |        |
| Totale Waasland-Beveren | Totale Waasland-Beveren | Totale Waasland-Beveren | 91         | 7          |                 | 4               | 0               |                    | -                  | -                  |             | -           | -           | 95     | 7      |        |
| 2012-2013               | Westerlo                | D2                      | 20+3       | 2+0        | CB              | 1               | 0               |                    | -                  | -                  |             | -           | -           | 24     | 2      |        |
| 2013-2014               | Westerlo                | D2                      | 30         | 5          | CB              | 5               | 1               |                    | -                  | -                  |             | -           | -           | 35     | 5      |        |
| Totale Westerlo         | Totale Westerlo         | Totale Westerlo         | 53         | 7          |                 | 6               | 1               |                    | -                  | -                  |             | -           | -           | 59     | 8      |        |
| 2014-2015               | Malines                 | D1                      | 25         | 1          | CB              | 2               | 0               |                    | -                  | -                  |             | -           | -           | 27     | 1      |        |
| 2015-2016               | Malines                 | D1                      | 30         | 0          | CB              | 2               | 0               |                    | -                  | -                  |             | -           | -           | 32     | 0      |        |
| 2016-2017               | Malines                 | D1                      | 15+5       | 0          | CB              | 1               | 0               |                    | -                  | -                  |             | -           | -           | 25     | 1      |        |
| 2017-2018               | Malines                 | D1                      | 10         | 0          | CB              | 1               | 0               |                    | -                  | -                  |             | -           | -           | 11     | 0      |        |
| Totale carriera         | Totale carriera         | Totale carriera         | 229        | 15         |                 | 16              | 1               |                    | -                  | -                  |             | -           | -           | 245    | 16     |        |